# Austrolittorina fernandezensis
Austrolittorina fernandezensis is een slakkensoort uit de familie van de Littorinidae. De wetenschappelijke naam van de soort is voor het eerst geldig gepubliceerd in 1970 door Rosewater.